# Réparer les vivants
Réparer les vivants is een Frans-Belgische film uit 2016, geregisseerd door Katell Quillévéré, gebaseerd op de gelijknamige roman uit 2014 van Maylis De Kerangal. De film ging op 3 september in première op het filmfestival van Venetië in de sectie Orizzonti.

## Verhaal
Simon en twee andere jonge surfers vertonen hun kunsten vroeg in de ochtend op de woeste zee. Op weg naar huis hebben ze een zwaar ongeval en komt Simon in een coma terecht. Hij wordt kunstmatig in het leven gehouden in het ziekenhuis in Le Havre waar zijn moeder Marianne te horen krijgt dat zijn verwondingen zo zwaar zijn dat hij geen overlevingskansen meer heeft. In Parijs wacht ondertussen een vrouw op een geschikte donor om haar leven te verlengen.

## Rolverdeling
| Acteur             | Personage     | Rolbeschrijving                                           |
| ------------------ | ------------- | --------------------------------------------------------- |
| Anne Dorval        | Claire        | de vrouw die het hart van Simon krijgt                    |
| Emmanuelle Seigner | Marianne      | de moeder van Simon                                       |
| Kool Shen          | Vincent       | de vader van Simon                                        |
| Tahar Rahim        | Thomas Rémige |                                                           |
| Bouli Lanners      | Pierre Révol  | dokter                                                    |
| Monia Chokri       | Jeanne        | de verpleegster die samenwerkt met Thomas en dokter Révol |
| Alice Taglioni     | Anne Guérande | de vriendin van Claire                                    |
| Dominique Blanc    | Lucie Moret   | de hartchirurg                                            |
| Finegan Oldfield   | Maxime        | zoon van Claire                                           |
| Théo Cholbi        | Sam           | de zoon van Claire                                        |
| Galatéa Bellugi    | Juliette      | het vriendinnetje van Simon                               |
| Gabin Verdet       | Simon         |                                                           |